# Бабичевы
Бабичевы — русский княжеский род, Рюриковичи, выходцы из Великого Княжества Литовского.

## Происхождение и история рода
Род князей Бабичевых происходит от князей Острожских, от которых также произошли князья Друцкие и Путятины.
Князь Лев Данилович, по кончине дяди своего князя Василия Романовича, наследовал Галицкое княжением, построил г. Львов и потом был на княжении: Киевском, Звенигородском, Подгорском, Галицком, Владимирском и Острожском, от него пошли князья Острожские и Изъяславские. Его потомок князь Семён Дмитриевич по прозванию Баба, имел сына князя Ивана Семёновича Большого «Баба» (XVIII колено), который является родоначальником Бабичевых.
Великий князь Литовский Витовт, посылает Ивана Семёновича воеводою с дружиной и с братом Иваном Путятой (родоначальник князей Путятиных), на помощь к великому князю московскому Василию Дмитриевичу, против татарского князя Кундака. После выполнения миссии Иван Семёнович остался на московской службе. Служил у Василия Васильевича Темного, разбив врага его Шемяку. Его бездетный младший сын Семён Иванович, убит на Оке, под Перевидском († 1455), Род продолжился от трех старших его братьев: Фёдора Ивановича Соколинского, Константина и Василия Ивановичей Бабичей. У старшего из братьев было четыре сына: Семён Фёдорович Соколинский († в заточении). Единственная дочь Константина Ивановича княжна Анна Константиновна, выдана за князя Дмитрия Федоровича Воротынского, воеводу Ивана III.
Фёдор Фёдорович, Василий Фёдорович Щербатой (бездетный) и Иван Озерецкий, отъехавший в Польшу и сделавшийся там родоначальником князей Друцких-Озерецких. Сестра их, княжна Аграфена Федоровна Бабичева, замужем за великим князем рязанским Иваном Васильевичем.
Князь, воевода Семён Васильевич, убит вместе с дядею князем Семёном Ивановичем под Перевитском († 1455). Князь Юрий Васильевич, при Иване III наместник в Пскове (1496). Князь Дмитрий Иванович с отличием служил в новгородских походах (1492 и 1495).
Князь Василий Семёнович получил от Ивана III поместья в новгородских пятинах, был родоначальником новгородской ветви, скоро прекратившейся и обогатившей своими вотчинами, Князь Андрей Семёнович, описывал Звенигород с уездом (1555), воевода в Полоцке, подписался под приговором Земской думы о войне с Польшей (02 июля 1566).
У князя Василия Семёновича по родословной книге князя Долгорукова будто бы было два сына: Петр и Борис (XXII колена), не оставившие потомства, но это ошибка. У Юрия Васильевича было два сына (а в «Российской родословной книге» прибавлен ещё третий — Михаил, и от него произведен сын, XXII колена, Иван Михайлович совсем произвольно). В действительности же при двух сыновьях Юрия Васильевича старший из них князь Дмитрий (прозв. Колышка) имел сына Ивана Дмитриевича, у которого было три, а не один сын князь Лев Иванович (князем Долгоруковым представляемый внуком не существовавшего Михаила Юрьевича). Лев Иванович оставил четырёх сыновей (Андрея, Григория, Михаила и Льва Львовичей) — дворян по московскому списку царствования Алексея Михайловича. Из них Григорий Львович стольник при Петре I, а сыновья его, Михаил и Яков Григорьевичи, — стряпчие (1692).  Князь Дмитрий Юрьевич и Василий Андреевич пожалованы поместьями (1680 и 1690).
Князь Петр Иванович был секунд-майор, а брат его Николай Иванович (1760—1823), премьер-майор, женат на Анне Андреевне Кикиной, сестре известного статс-секретаря императоров Александра I и Николая I.
Князь Дмитрий Григорьевич Бабичев женат на Екатерине Ивановне NN, (бездетен), прокурор в Симбирске, в литературе известен как автор комедии в 5 действиях: «Училище дружества» (СПб. 1776), вступил (1789) в члены «Вольного экономического общества» и помещал статьи в его издании. От брата его Ивана Григорьевича потомство — в лице трех сыновей (Фёдора да двух Иванов Ивановичей) — существовало в XIX веке. Младший из этих трех братьев (Иван Иванович 2-й) умер в чине подполковника (22 апреля 1815).
В Польше оставшаяся ветвь потомков князя Бабы не представляет связной последовательности колен и, следовательно, такой точности, которая исключает сомнения и невероятности. Из польских князей Бабичей, как лицо несомненно существовавшее и пользовавшееся влиянием, был современник князя Острожского, ревнитель православия, князь Фома Иванович Бабич, основатель Православного Львовского Братства (1586).

## Генеалогия
- Михаил Романович Друцкий
  - Семён
    - Дмитрий (? — около 1399)
      - Семён (? — после 1422)
        - Иван Большой Баба (около 1400? — после 1436) 
OO   Евдокия, дочь Андрея Мезецкого
          - Фёдор Бабич (около 1410? — после 1446)
            - Семён —> Друцкие-Соколинские
            - Фёдор Конопля OO   Елена Вагановская —> Конопли-Соколинские
            - Иван —> Друцкие-Озерецкие
            - Василий Щербатый─(x)

          - Иван─(x)
          - Семён─(?-в 1455)(x)
          - Константин Бабич (около 1410?-около 1442) —> Друцкие-Прихабские
          - Василий Бабич
            - Дмитрий Бабичев
              - Василий Бабичев
              - Богдан Бабичев
              - Андрей Бабичев
              - Юрий Бабичев

            - Аграфена Васильевна Бабичева (?—после 1520)
OO   Иван Васильевич Рязанский

## Описание герба

### Герб князей Бабичевых 1785 г.
В Гербовнике Анисима Титовича Князева 1785 года имеется изображение печать с гербом поручика (1786), князя Григория Ивановича Бабичева: серебряное поле щита, с золотою каймою, разделено крестообразно на четыре части. В первой части, серый полумесяц, рогами влево. Во второй части, белая фигура напоминающая букву «А». В третьей части, коричневый лев, стоящий на диагонально положенной подставке. В четвёртом поле, серый меч, острием к правому нижнему углу. Щит расположен на княжеской мантии и украшен шапкой княжеского достоинства.

### Символика гербов князей Бабичевых
1. «Золотой крест и серебряный полумесяц» являют собой лояльность к Православию и Исламу в душах носителей фамилии.
2. Буква «А» со стрелой на вершине означает стремление к знаниям. Многие представители Рода являлись являются руководителями высших учебных заведений, учеными, поэтами, художниками, музыкантами.
3. «Чёрный лев» возлегающий на щите олицетворяет мудрость и не агрессивную силу, которая используется для защиты и процветания Рода — фамилии.
4. «Серебряная шпага», опущенная острием вниз, олицетворяет защиту Русской Земли от иноземцев[источник не указан 1910 дней].

### Символика герба из Гербовника А. Т. Князева 1785 г.
Премьер-майор, сибирский помещик, князь Николай Иванович Бабичев просил (ноябрь 1797) Герольдию о внесении его рода в «Общий гербовник дворянских родов Всероссийской империи». Одновременно он разъяснял употребляемые в гербе эмблемы: лев помещен «по заложении города Львова» и обусловлен тем, что он от одного из князей галицких, к потомству которых принадлежали князья Бабичевы, получил название этот город. Буква «А» с треугольником заимствована из герба князей Путятиных, одного с князьями Бабичевыми происхождения. Шпага символизирует «службу и храбрость» предков. Значение месяца с крестом не раскрывалось.

## Известные представители
- Князь Андрей Семёнович Бабичев — при Грозном участвовал в покорении Полояра и оставлен править им[5].
- Князь Юрий Иванович Бабичев — воевода в Иван-Городе (1496) передавший эту крепость шведам.
- Князь Бабичев Борис Иванович — стольник патриарха Филарета (1627-1629), московский дворянин (1636-1668).
- Князья Бабичевы: Михаил и Яков Григорьевичи, Степан Михайлович —  стряпчие (1692)
- Князья Бабичевы: Василий Андреевич, Василий Васильевич, Андрей, Лев, Григорий и Михаил Львовичи, Пётр Иванович — московские дворяне (1671-1692).
- Князь Григорий Львович — стряпчий (1692), стольник (1694)[6].
- Князь Иван Иванович Бабичев — депутат в комиссии нового уложения (1767)[7].
- Князь Дмитрий Иванович Бабичев (1757—1790) — прокурор Симбирской верхней расправы (1789), состоял членом Вольного экономического общества (с 1788), занимался усовершенствованиями в области сельского хозяйства, за что и получил от общества серебряную медаль.
- Андрей Кондратьевич Бабичев (1797—1859) — педагог, юрист.